# Dark Matter (Fernsehserie, 2015)/Episodenliste
Diese Episodenliste enthält alle Episoden der kanadischen Science-Fiction-Serie Dark Matter, sortiert nach der kanadischen und US-amerikanischen Erstausstrahlung. Die Fernsehserie umfasst drei Staffeln mit 39 Episoden.

## Übersicht
| Staffel | Episodenanzahl | Erstausstrahlung Kanada, USA | Erstausstrahlung Kanada, USA | Deutschsprachige Erstveröffentlichung | Deutschsprachige Erstveröffentlichung |
| Staffel | Episodenanzahl | Staffelpremiere              | Staffelfinale                | Staffelpremiere                       | Staffelfinale                         |
| ------- | -------------- | ---------------------------- | ---------------------------- | ------------------------------------- | ------------------------------------- |
| 1       | 13             | 12. Juni 2015                | 28. August 2015              | 15. Juni 2015                         | 31. August 2015                       |
| 2       | 13             | 1. Juli 2016                 | 16. September 2016           | 11. Juli 2016                         | 26. September 2016                    |
| 3       | 13             | 9. Juni 2017                 | 25. August 2017              | 10. Juli 2017                         | 2. Oktober 2017                       |

## Staffel 1
| Nr. (ges.) | Nr. (St.) | Deutscher Titel  | Originaltitel    | Erstausstrahlung Kanada, USA | Deutschsprachige Erstausstrahlung (D) | Regie          | Drehbuch                      | Zuschauer (CAN) |
| ---------- | --------- | ---------------- | ---------------- | ---------------------------- | ------------------------------------- | -------------- | ----------------------------- | --------------- |
| 1          | 1         | Episode Eins     | Episode One      | 12. Juni 2015                | 15. Juni 2015                         | TJ Scott       | Joseph Mallozzi & Paul Mullie | 0,27 Mio.       |
| 2          | 2         | Episode Zwei     | Episode Two      | 19. Juni 2015                | 22. Juni 2015                         | TJ Scott       | Joseph Mallozzi               | 0,26 Mio.       |
| 3          | 3         | Episode Drei     | Episode Three    | 26. Juni 2015                | 29. Juni 2015                         | Paolo Barzman  | Martin Gero                   | —               |
| 4          | 4         | Episode Vier     | Episode Four     | 3. Juli 2015                 | 6. Juli 2015                          | Amanda Tapping | Joseph Mallozzi               | —               |
| 5          | 5         | Episode Fünf     | Episode Five     | 10. Juli 2015                | 13. Juli 2015                         | Lee Rose       | Paul Mullie                   | —               |
| 6          | 6         | Episode Sechs    | Episode Six      | 17. Juli 2015                | 20. Juli 2015                         | Ron Murphy     | Paul Mullie                   | —               |
| 7          | 7         | Episode Sieben   | Episode Seven    | 24. Juli 2015                | 27. Juli 2015                         | Bruce McDonald | Robert C. Cooper              | 0,534 Mio.      |
| 8          | 8         | Episode Acht     | Episode Eight    | 31. Juli 2015                | 3. Aug. 2015                          | TW Peacocke    | Trevor Finn                   | —               |
| 9          | 9         | Episode Neun     | Episode Nine     | 7. Aug. 2015                 | 10. Aug. 2015                         | Ron Murphy     | Joseph Mallozzi               | —               |
| 10         | 10        | Episode Zehn     | Episode Ten      | 14. Aug. 2015                | 17. Aug. 2015                         | John Stead     | Paul Mullie                   | —               |
| 11         | 11        | Episode Elf      | Episode Eleven   | 21. Aug. 2015                | 24. Aug. 2015                         | Martin Wood    | Paul Mullie                   | —               |
| 12         | 12        | Episode Zwölf    | Episode Twelve   | 28. Aug. 2015                | 31. Aug. 2015                         | Andy Mikita    | Joseph Mallozzi               | 0,397 Mio.      |
| 13         | 13        | Episode Dreizehn | Episode Thirteen | 28. Aug. 2015                | 31. Aug. 2015                         | Andy Mikita    | Joseph Mallozzi & Paul Mullie | 0,397 Mio.      |

## Staffel 2
| Nr. (ges.) | Nr. (St.) | Deutscher Titel         | Originaltitel                             | Erstausstrahlung Kanada, USA | Deutschsprachige Erstausstrahlung (D) | Regie           | Drehbuch                      | Zuschauer (CAN) |
| ---------- | --------- | ----------------------- | ----------------------------------------- | ---------------------------- | ------------------------------------- | --------------- | ----------------------------- | --------------- |
| 14         | 1         | Episode Vierzehn        | Welcome to Your New Home                  | 1. Juli 2016                 | 11. Juli 2016                         | Amanda Tapping  | Paul Mullie                   | 0,448 Mio.      |
| 15         | 2         | Episode Fünfzehn        | Kill Them All                             | 8. Juli 2016                 | 18. Juli 2016                         | Bruce McDonald  | Joseph Mallozzi               | —               |
| 16         | 3         | Episode Sechzehn        | I’ve Seen the Other Side of You           | 15. Juli 2016                | 25. Juli 2016                         | Steve Dimarco   | Paul Mullie                   | —               |
| 17         | 4         | Episode Siebzehn        | We Were Family                            | 22. Juli 2016                | 1. Aug. 2016                          | John Stead      | Joseph Mallozzi               | —               |
| 18         | 5         | Episode Achtzehn        | We Voted Not to Space You                 | 29. Juli 2016                | 8. Aug. 2016                          | Ron Murphy      | Paul Mullie                   | —               |
| 19         | 6         | Episode Neunzehn        | We Should Have Seen This Coming           | 5. Aug. 2016                 | 15. Aug. 2016                         | Bruce McDonald  | Robert C. Cooper              | —               |
| 20         | 7         | Episode Zwanzig         | She’s One of Them Now                     | 12. Aug. 2016                | 22. Aug. 2016                         | Jason Priestley | Harley Peyton                 | —               |
| 21         | 8         | Episode Einundzwanzig   | Stuff to Steal, People to Kill            | 19. Aug. 2016                | 29. Aug. 2016                         | Andy Mikita     | Joseph Mallozzi               | —               |
| 22         | 9         | Episode Zweiundzwanzig  | Going Out Fighting                        | 26. Aug. 2016                | 5. Sep. 2016                          | Peter DeLuise   | Ivon Bartok                   | —               |
| 23         | 10        | Episode Dreiundzwanzig  | Take the Shot                             | 2. Sep. 2016                 | 12. Sep. 2016                         | Paul Day        | Paul Mullie                   | —               |
| 24         | 11        | Episode Vierundzwanzig  | Wish I’d Spaced You When I Had the Chance | 9. Sep. 2016                 | 19. Sep. 2016                         | Mairzee Almas   | Joseph Mallozzi               | —               |
| 25         | 12        | Episode Fünfundzwanzig  | Sometimes In Life You Don’t Get to Choose | 9. Sep. 2016                 | 26. Sep. 2016                         | William Waring  | Joseph Mallozzi & Paul Mullie | —               |
| 26         | 13        | Episode Sechsundzwanzig | But First, We Save the Galaxy             | 16. Sep. 2016                | 26. Sep. 2016                         | Ron Murphy      | Joseph Mallozzi & Paul Mullie | —               |

## Staffel 3
| Nr. (ges.) | Nr. (St.) | Deutscher Titel          | Originaltitel                   | Erstausstrahlung Kanada, USA | Deutschsprachige Erstausstrahlung (D) | Regie               | Drehbuch                      | Zuschauer (CAN) |
| ---------- | --------- | ------------------------ | ------------------------------- | ---------------------------- | ------------------------------------- | ------------------- | ----------------------------- | --------------- |
| 27         | 1         | Episode Siebenundzwanzig | Being Better Is So Much Harder  | 9. Juni 2017                 | 10. Juli 2017                         | Ron Murphy          | Joseph Mallozzi               | —               |
| 28         | 2         | Episode Achtundzwanzig   | It Doesn’t Have to Be Like This | 9. Juni 2017                 | 17. Juli 2017                         | Bruce McDonald      | Paul Mullie                   | —               |
| 29         | 3         | Episode Neunundzwanzig   | Welcome to the Revolution       | 16. Juni 2017                | 24. Juli 2017                         | Steve DiMarco       | Joseph Mallozzi               | —               |
| 30         | 4         | Episode Dreißig          | All the Time in the World       | 23. Juni 2017                | 31. Juli 2017                         | Ron Murphy          | Joseph Mallozzi               | —               |
| 31         | 5         | Episode Einunddreißig    | Give It Up, Princess            | 30. Juni 2017                | 7. Aug. 2017                          | J. B. Sugar         | Paul Mullie                   | —               |
| 32         | 6         | Episode Zweiunddreißig   | One Last Card to Play           | 7. Juli 2017                 | 14. Aug. 2017                         | Gail Harvey         | Alison Hepburn                | —               |
| 33         | 7         | Episode Dreiunddreißig   | Wish I Could Believe You        | 14. Juli 2017                | 21. Aug. 2017                         | Paul Day            | Ivon Bartok                   | —               |
| 34         | 8         | Episode Vierunddreißig   | Hot Chocolate                   | 21. Juli 2017                | 28. Aug. 2017                         | John Stead          | Lawren Bancroft-Wilson        | —               |
| 35         | 9         | Episode Fünfunddreißig   | Isn’t That a Paradox?           | 28. Juli 2017                | 4. Sep. 2017                          | Craig David Wallace | Joseph Mallozzi & Paul Mullie | —               |
| 36         | 10        | Episode Sechsunddreißig  | Built, Not Born                 | 4. Aug. 2017                 | 11. Sep. 2017                         | Melanie Orr         | Joseph Mallozzi               | —               |
| 37         | 11        | Episode Siebenunddreißig | The Dwarf Star Conspiracy       | 11. Aug. 2017                | 18. Sep. 2017                         | Steve DiMarco       | Paul Mullie                   | —               |
| 38         | 12        | Episode Achtunddreißig   | My Final Gift to You            | 18. Aug. 2017                | 25. Sep. 2017                         | Bruce McDonald      | Joseph Mallozzi               | —               |
| 39         | 13        | Episode Neununddreißig   | Nowhere to Go                   | 25. Aug. 2017                | 2. Okt. 2017                          | Ron Murphy          | Paul Mullie                   | —               |